# Мичел Салгадо
Мѝчел А̀нхел Салга̀до Ферна̀ндес (на испански: Míchel Ángel Salgado Fernández), роден на 22 октомври 1975 в Ас Невес, Понтеведра (Галисия), е бивш испански футболист, бивш вицекапитан на Реал Мадрид. Участва в националния отбор на Испания.
Салгадо играе за Испания на Евро 2000 и Световно първенство 2006, но пропуска Световно първенство 2002 и Евро 2004. Играе също за неофициалния национален отбор на Галисия.

## Биография
Влиза в състава на Селта Виго на 19 години през 1994 г. и през 1999 г. Реал Мадрид го закупува за 11 000 000 евро и неговият дебют идва срещу Селта, мач в който Реал печели с 4:0. Играе като десен защитник.
Прави дебюта си за националния отбор на Испания на 5 септември 1998 г. в мач срещу Кипър, който Испания вземат с 3:2. Към септември 2008 г. има 53 участия за националния отбор на Испания
Салгадо помага на Реал да спечелят два трофея на шампионската лига и три титли на Испания.
На 5 август 2009 г. разтрогва договора си с Реал.

## Медали и титли
Реал Мадрид
- Шампионска лига: 2000, 2002
- Ла Лига: 2001, 2003, 2007
- Суперкупа на Испания: 2001, 2003
- Суперкупа на Европа: 2002
- Междуконтинентална купа: 2002